# العلاقات الكمبودية المولدوفية
العلاقات الكمبودية المولدوفية هي العلاقات الثنائية التي تجمع بين كمبوديا ومولدوفا.

## مقارنة بين البلدين
هذه مقارنة عامة ومرجعية للدولتين:
| وجه المقارنة                                              | كمبوديا                   | مولدوفا                           |
| --------------------------------------------------------- | ------------------------- | --------------------------------- |
| المساحة (كم2)                                             | 181.03 ألف                | 33.85 ألف                         |
| عدد السكان (نسمة)                                         | 16.01 مليون               | 2.55 مليون                        |
| الكثافة السكانية (ن./كم²)                                 | 88.44                     | 75.33                             |
| العاصمة                                                   | بنوم بنه                  | كيشيناو                           |
| اللغة الرسمية                                             | اللغة الخميرية            | اللغة المولدوفية، اللغة الرومانية |
| العملة                                                    | ريال كمبودي، دولار أمريكي | ليو مولدوفي                       |
| الناتج المحلي الإجمالي (بليون دولار)                      | 22.16 مليار               | 8.13 مليار                        |
| الناتج المحلي الإجمالي (تعادل القوة الشرائية) بليون دولار | 54.37 مليار               | 17.94 مليار                       |
| الناتج المحلي الإجمالي الاسمي للفرد دولار أمريكي          | 1.16 ألف                  | 3.65 ألف                          |
| الناتج المحلي الإجمالي للفرد دولار أمريكي                 | 3.26 ألف                  | 4.98 ألف                          |
| مؤشر التنمية البشرية                                      | 0.555                     | 0.693                             |
| رمز المكالمات الدولي                                      | +855                      | +373                              |
| رمز الإنترنت                                              | .kh                       | .md                               |
| المنطقة الزمنية                                           | ت ع م+07:00               | ت ع م+02:00، ت ع م+03:00          |

## منظمات دولية مشتركة
يشترك البلدان في عضوية مجموعة من المنظمات الدولية، منها:
| علم المنظمة | اسم المنظمة                               | تاريخ انضمام كمبوديا | تاريخ انضمام مولدوفا |
| ----------- | ----------------------------------------- | -------------------- | -------------------- |
|             | مؤسسة التنمية الدولية                     | 22 يوليو 1970        | 14 يونيو 1994        |
|             | يونسكو                                    | 3 يوليو 1951         | 27 مايو 1992         |
|             | وكالة ضمان الاستثمار متعدد الأطراف        | 1 ديسمبر 1999        | 9 يونيو 1993         |
|             | الأمم المتحدة                             | 14 ديسمبر 1955       | 2 مارس 1992          |
|             | الفريق المعني برصد الأرض                  | ?                    | ?                    |
|             | الاتحاد البريدي العالمي                   | ?                    | ?                    |
|             | البنك الدولي للإنشاء والتعمير             | 22 يوليو 1970        | 12 أغسطس 1992        |
|             | الاتحاد الدولي للاتصالات                  | 10 أبريل 1952        | 20 أكتوبر 1992       |
|             | منظمة حظر الأسلحة الكيميائية              | ?                    | ?                    |
|             | مؤسسة التمويل الدولية                     | 26 مارس 1997         | 10 مارس 1995         |
|             | المركز الدولي لتسوية المنازعات الاستشارية | 19 يناير 2005        | 4 يونيو 2011         |
|             | منظمة التجارة العالمية                    | ?                    | ?                    |
|             | منظمة الشرطة الجنائية الدولية             | ?                    | ?                    |

## وصلات خارجية
- موقع وزارة الخارجية الكمبودية
- موقع وزارة الخارجية المولدوفية